# Deutsche Postbank

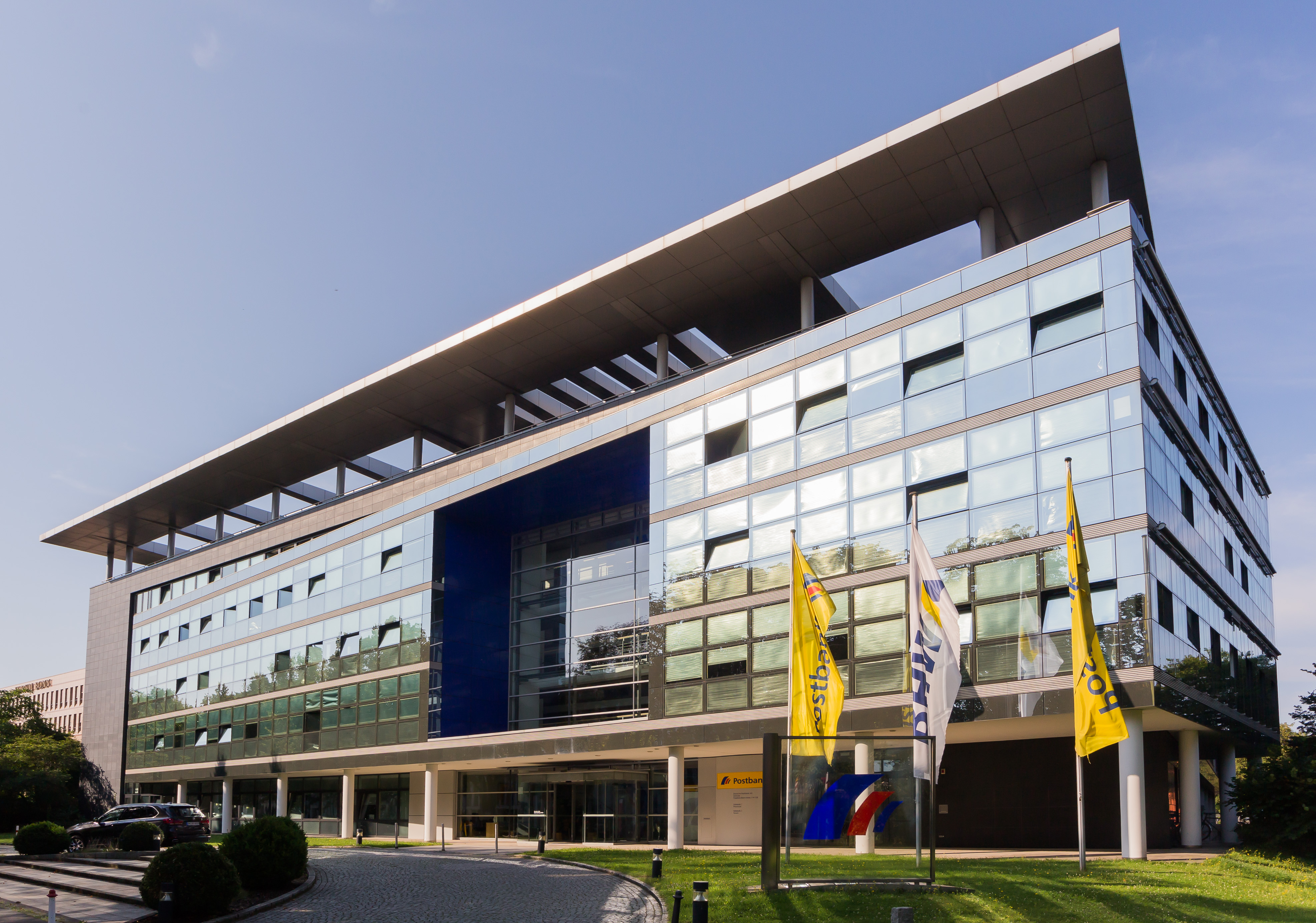
Sede de Postbank en Bonn.

Deutsche Postbank es un banco alemán con sede en Bonn fundado en 1990 por la privatización del monopolio estatal Deutsche Bundespost. Es el decimotercer banco más grande en Alemania.

## Historia
El antecedente más inmediato del Deutsche Postbank fue la implementación del Postscheckdienst (al español: Servicio de giros postales), un servicio introducido en 1909 en el Imperio alemán para el establecimiento de cuentas bancarias para el pago de transacciones por correo en los estados alemanes.
En 1990, el antiguo servicio postal alemán Deutsche Bundespost fue dividido en tres empresas separadas: Deutsche Post, Deutsche Telekom y Deutsche Postbank.
En 1999 se convirtió en subsidiaria del servicio postal alemán Deutsche Post. En 2004, Deutsche Post adquirió en 2004 en la Bolsa de Fráncfort el 50% de las acciones de Postbank, por lo cual esta última pudo separarse de Deutsche Post.
El 25 de octubre de 2005, Postbank compró el 76,4% de las acciones del instituto de crédito alemán Beamtenheimstättenwerk (BHW). La adquisición de esta empresa por parte de Postbank terminó en enero de 2006.
En septiembre de 2008, Deutsche Post vendió el 30% de las acciones adquiridas de Postbank valoradas en 2800 millones de euros a Deutsche Bank.